# 凯旋式

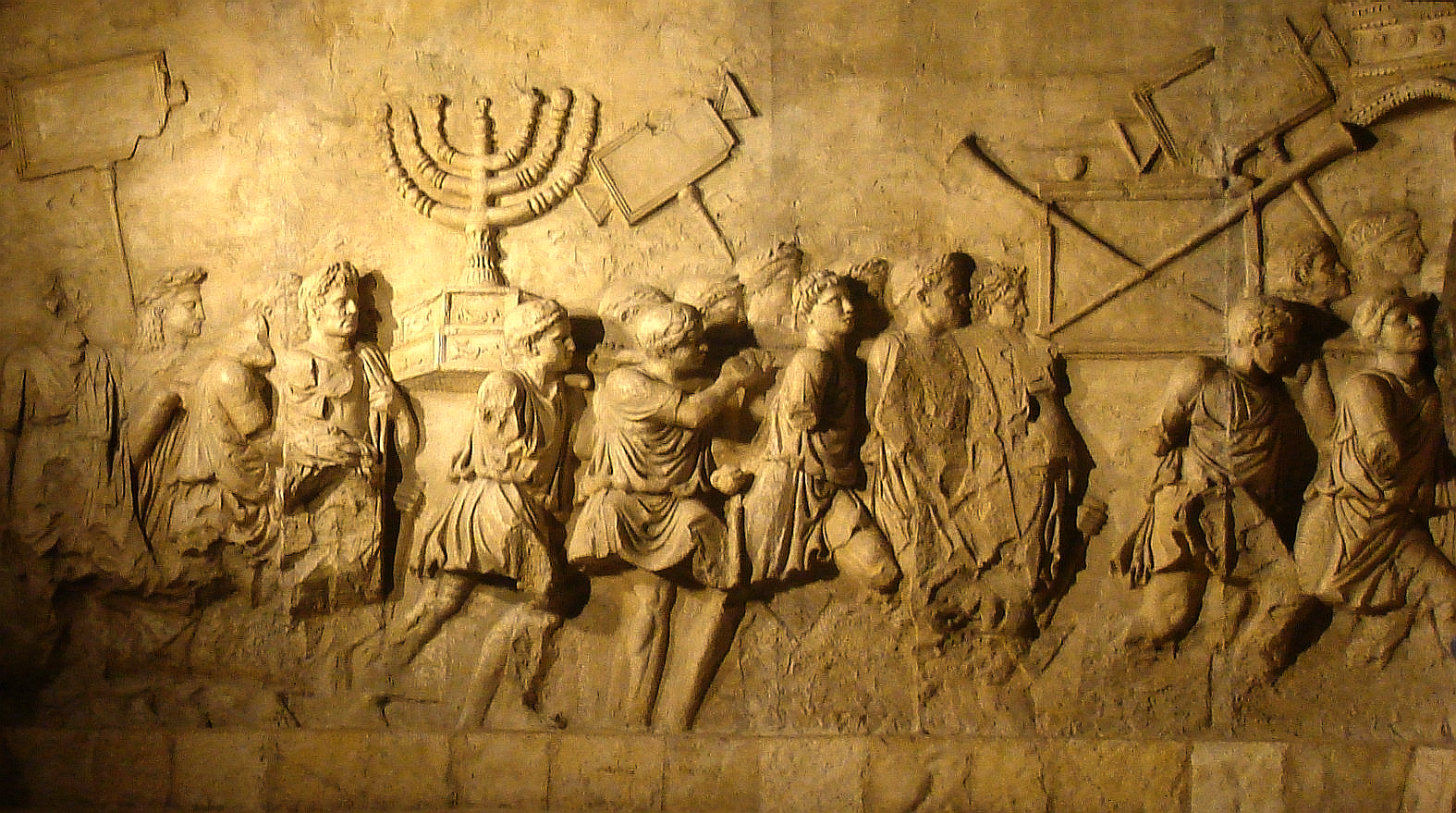
提图斯凯旋门上描绘的为他劫掠耶路撒冷而于71年举行的凯旋式的场景

凯旋儀式（拉丁語：triumphus，羅馬化：thríambos）是古罗马授予取得重大军事成果，特别是那些获得打赢了一整场战争的军事将领的庆祝仪式。对于统治罗马的贵族而言，凯旋儀式是最大且最受欢迎的荣耀。
获得凯旋式的将领被称为凯旋者（或凯旋英雄），并且有权在其余生中保留使用这一称号的权利。在他死后，每当其家族举行葬礼时，都会雇佣一名演员戴上他的死亡面具（拉丁語：imago），穿上其在凯旋儀式上穿着过的紫色绣金的刺绣托加相同的托加，以彰显其生前的成就。

## 历史
现在已经很难搞清凯旋儀式的起源，但是它可能源自于伊特鲁里亚时期，拉丁语的来自于古希腊语中对酒神狄俄尼索斯的颂歌的一词。传统上认为，第一个凯旋者是罗穆卢斯。后来的凯旋儀式变得越来越复杂。在从罗马建国到东罗马帝国灭亡的约1900年的时间里，共举行了大约500场凯旋仪式。罗马皇帝们会随意为自己举行凯旋儀式，因而凯旋式的真正意义和重要性逐渐消失。
由于后期凯旋儀式在仪式上的变化，以及在举办上的随意性，很难说哪些是真正的凯旋儀式，同样也很难说谁是最后一个凯旋者。可能的候选者包括403年的西罗马帝国皇帝霍诺里乌斯，以及查士丁尼一世时期的贝利撒留。后者于543年在君士坦丁堡，举行了一场凯旋式以庆祝其对汪达尔人的胜利。

## 获得凯旋儀式的条件
要获得一场凯旋儀式的人必须满足下列条件：
1. 对外族获得一场重大胜利，杀死至少5,000名敌军并获得统帅（拉丁語：imperator）头衔。
2. 当选拥有统治大权的长官，即独裁官、执政官或裁判官，且在获得胜利和举行凯旋式时都应拥有此类头衔。
3. 带领军队回到罗马城以证明战争已经结束且军队已经不再需要。当然，这个条件仅适用于共和国时期，此时的罗马军队完全是一支由罗马公民组成的非职业军队。到了帝国时期，军队已经职业化。因此，一旦某位将军被授予凯旋儀式，他将仅带领他的部分象征性的部队参加凯旋儀式而无需带回所有部队。
4. 在共和国时期，还必须得到元老院的批准。

这些条件可能会导致理应获得凯旋儀式的将军们得不到凯旋儀式，例如大西庇阿，他将迦太基人从西班牙逐出后并没有获得凯旋儀式，直到他成为“阿非利加征服者”。必须要注意的是，条件中被消灭的敌人必须来自罗马之外。理论上，一场内战的胜利并不会获得凯旋儀式。同时，敌人的身份也是条件之一，成功镇压奴隶起义也不会获得凯旋儀式。对于获得某些战役胜利而不能获得凯旋儀式的将领，他们将得到一场小凯旋儀式的奖励。
在元首制建立后，凯旋式只是为皇帝及其家人所保留，以便皇帝家族能够更好的掌控大权。其他的公民则会被授予凯旋标记（拉丁語：ornamenta triumphalia）。

## 游行队列

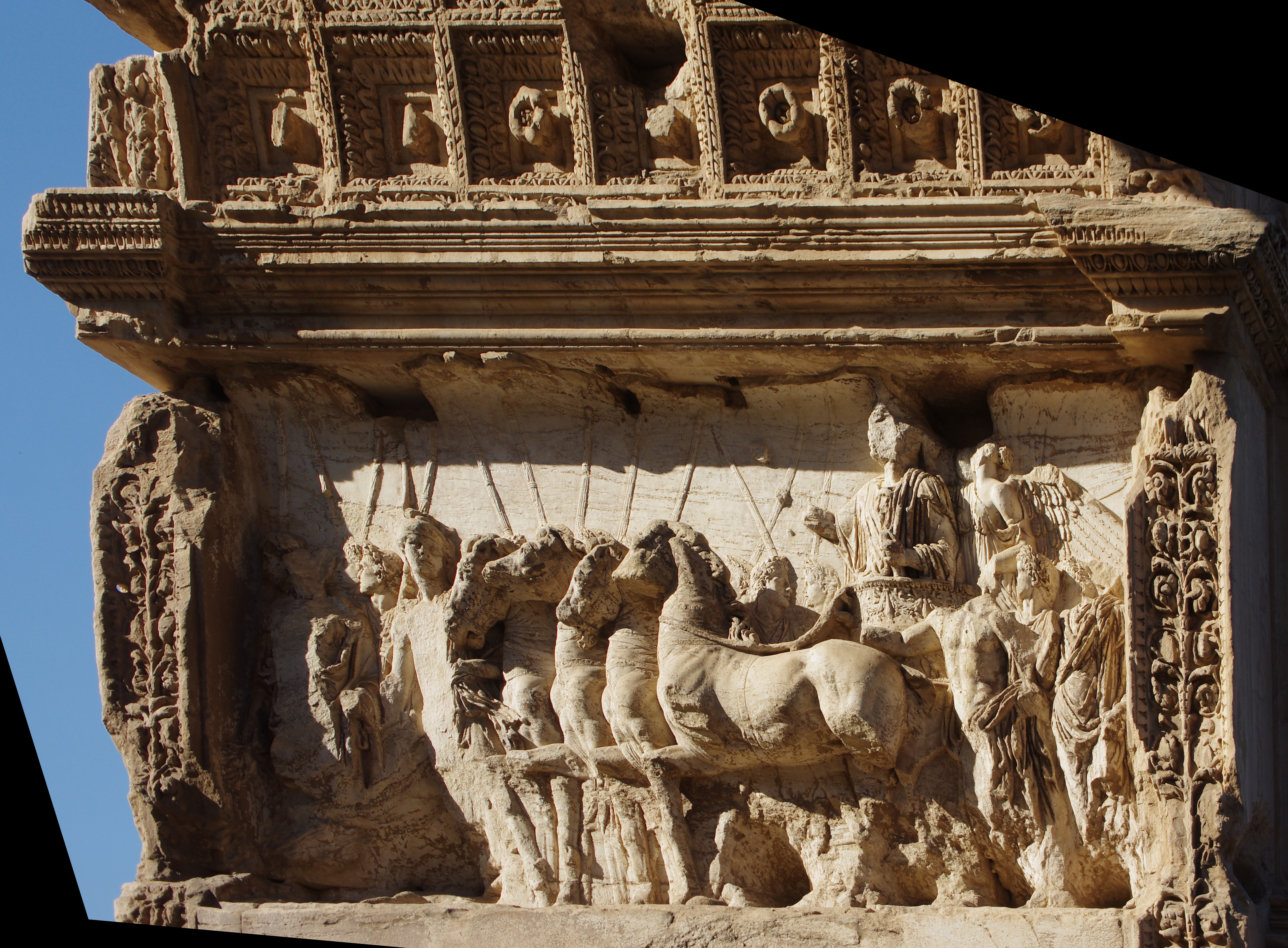
提图斯凯旋门：提图斯作为胜利者的北内浮雕

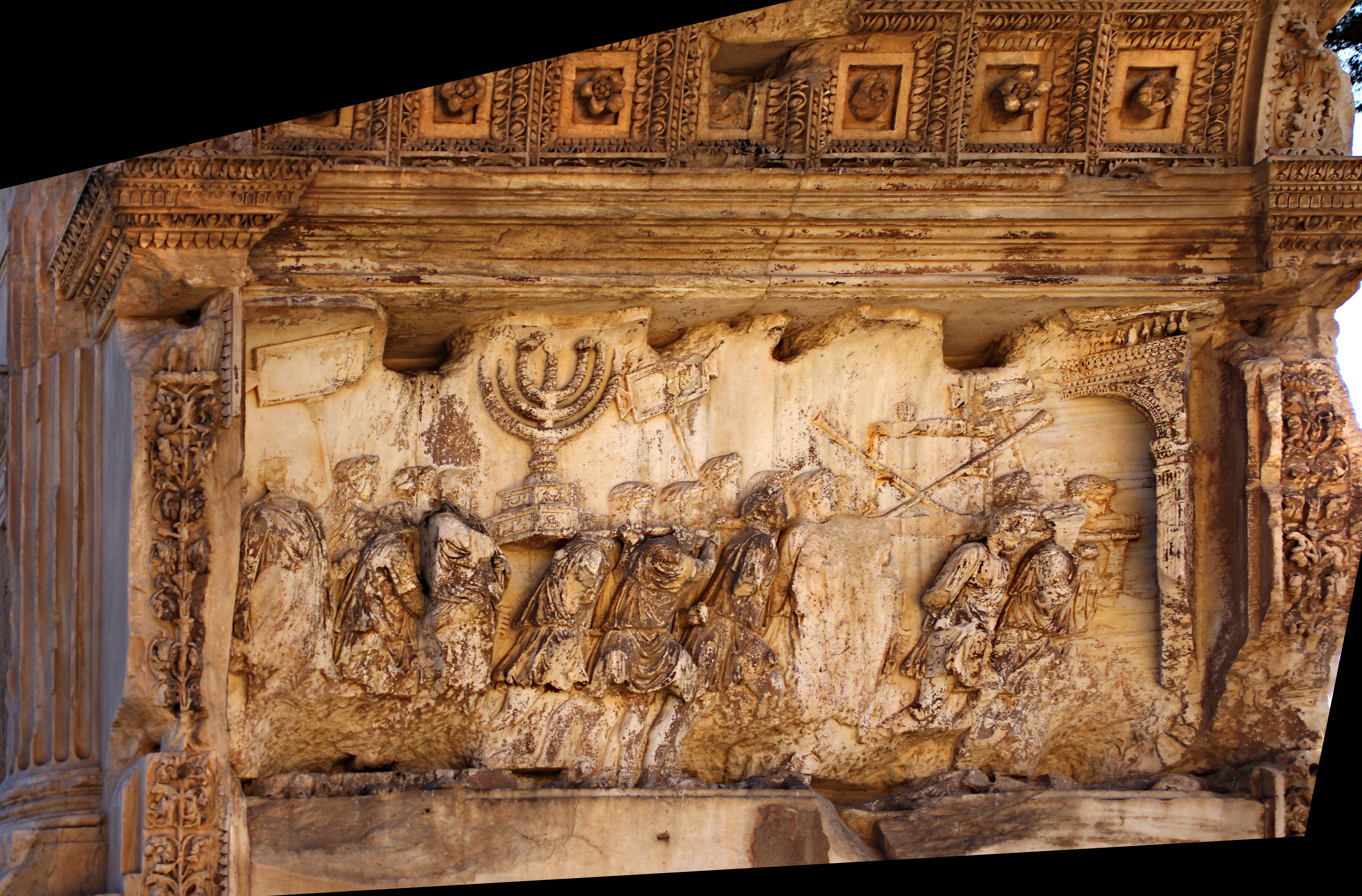
提图斯凯旋门的细部显示来自耶路撒冷的战利品

凯旋儀式上的遊行队伍一般都非常长，根据苏维托尼乌斯记载，韦帕芗就曾抱怨自己被凯旋式上缓慢而累人的游行仪式而弄得精疲力尽。
通常的凯旋儀式的遊行队列顺序为：
1. 元老院元老，由不带扈从的长官引领
2. 号手
3. 车载的战利品
4. 用以献祭的白色公牛
5. 被征服者首领的武器及徽章
6. 被征服者首领及其亲属，以及其他战俘
7. 凯旋者作为统帅的扈从，其束棒（拉丁語：fasces）用月桂枝包裹
8. 凯旋者本人，站在两匹（后变为四匹）战马拉的战车上
9. 凯旋者的已成年儿子及副官、军团长、军事保民官、骑兵队长等
10. 凯旋者的士兵，他们一般都扛着上书有描述这位将军的口号的标语牌（例如恺撒的VENI VIDI VICI）

被授予凯旋儀式的统帅们可能会将他们的脸涂成红色，并且戴上一顶凯旋冠（拉丁語：corona triumphalis），穿一件长袖丘尼卡（拉丁語：tunica palmata）和刺绣托加（拉丁語：toga picta），手握权杖。传统上，站在战车上的凯旋者身边会有一名奴隶，手托一顶金色月桂花冠于凯旋者头顶之上。据少量且有争议的证据，这名奴隶会不断地在凯旋者耳边耳语，以提醒其只是一个凡人。
参与凯旋儀式的部队都不携带武器也不穿装甲，而是穿戴托加和花冠。此外，在后期参加凯旋儀式的部队被减少到一个百人队的规模。
通常凯旋儀式中还会根据凯旋者意愿增加不同的队伍，包括各种异域的动物，乐师以及捧着被征服地区或民族的标志、画像的奴隶。

## 庆典

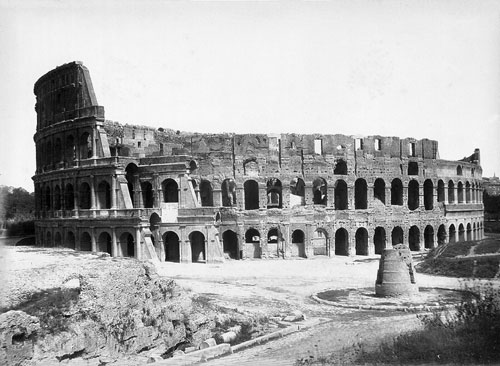
罗马斗兽场，前面树立着用以标识游行队伍从凯旋大道转入神圣大道和广场位置的圆锥柱

凯旋式的庆典开始之初，凯旋者将等候在瑟维尔墙之外的战神广场上，然后他将站在战车上通过只在举行凯旋式才会打开的凯旋城门进入罗马城。理论上，他应当在进入罗马城城墙的同时交出军队统帅权。在城门口，他将遇见在此等候的元老及其他长官，后者将配备其参与凯旋式。
随后游行将按照一条严格的路线在罗马城内举行。从凯旋城门开始沿凯旋大道（拉丁語：Via Triumphalis，后被墨索里尼更名为帝国广场大道（義大利語：Via dei Fori Imperiali）一直行进至弗拉米尼烏斯廣場（拉丁語：Circus Flaminius）和马克西穆斯竞技场（拉丁語：Circus Maximus）。被俘的地方首领或将军经常（但不是始终，例如巴尔米拉的芝諾比婭就逃过此劫）被带到图利亚努姆地牢（拉丁語：Tullianum）被扼死。然后凯旋者将沿着神圣大道（拉丁語：Via Sacra）到达广场并登上卡比托利欧山到达终点——朱庇特神庙。沿途，他将受到沿途抛撒花瓣的人群的欢呼。
在卡比托利欧山上，凯旋者会将公牛献祭给朱庇特，然后他将进入神庙将他的花冠和权杖献给朱庇特以表明他并没有僭越称王的野心。到此，典礼的官方部分已经结束。但是，庆典非官方部分仍将继续。神庙将保持开放，并在祭坛上焚香，士兵们则四散在城内庆祝。最后，这天将在凯旋者向罗马市民提供晚宴这种结束。
通常还会有新的纪念物被树起以纪念这场凯旋式，设置的地点往往在罗马斗兽场附近，例如提图斯凯旋门和君士坦丁凯旋门，或者是战场附近，例如特莱尼亚纪念碑（拉丁語：Tropaeum Traiani）。此外，弗拉维王朝的君主们还会树立圆锥柱（拉丁語：Meta Sudans）以标识游行队伍从凯旋大道转入神圣大道和广场的位置。
 战神广场

 弗拉米尼乌斯竞技场

 马克西穆斯竞技场

 古罗马广场

 朱庇特神庙